# ケストン・ジュリアン
ケストン・アンソニー・ジュリアン（Keston Anthony Julien 、1998年10月26日 - ）は、トリニダード・トバゴ・ポートオブスペイン出身のプロサッカー選手。シェリフ・ティラスポリ所属。ポジションは、ディフェンダー（レフトバック）。

## 経歴
2017年2月25日、スロヴァン・ブラチスラヴァ戦でフォルトゥナ・リーガデビューを果たした。